# Landgericht Leonsberg

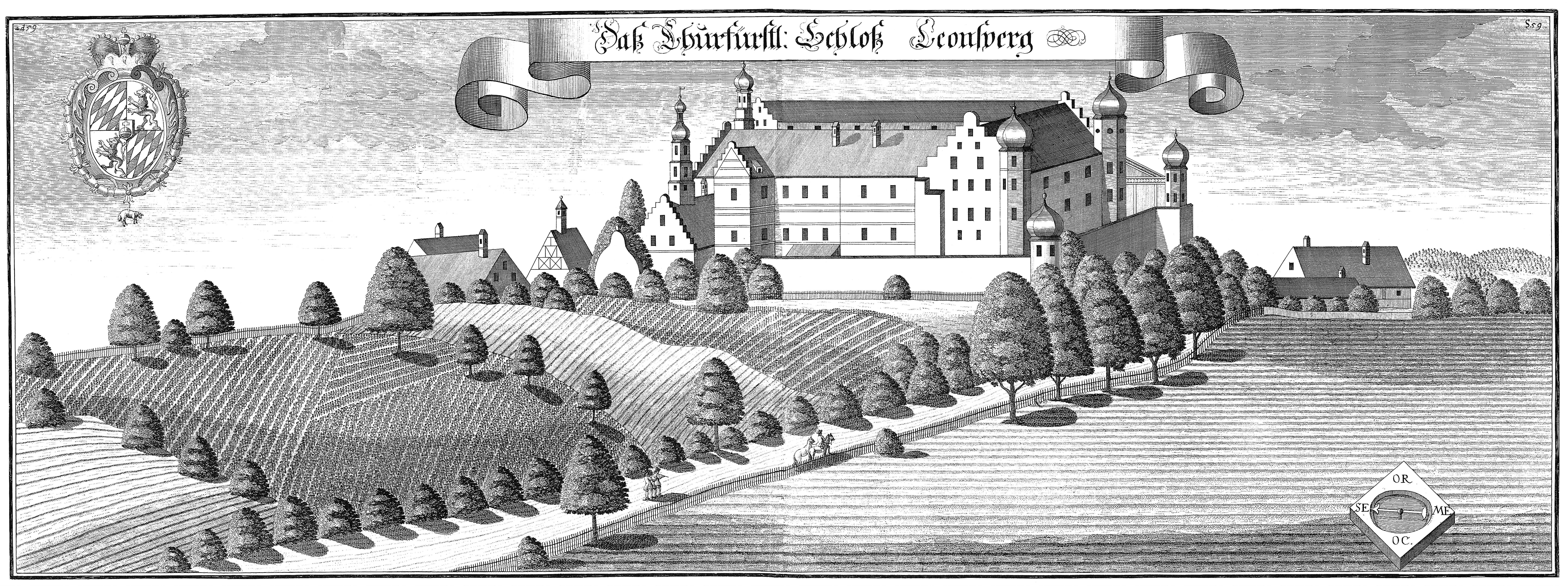
Schloss Leonsberg

Das Landgericht Leonsberg war ein bis 1803 bestehendes kurfürstliches Landgericht im Bezirk des Rentamts Straubing mit Sitz in Leonsberg, einem heutigen Ortsteil der Gemeinde Pilsting im niederbayerischen Landkreis Dingolfing-Landau.

## Geschichte
Es geht zurück auf die Herrschaft der Grafen von Leonsberg. 1437 kauften Herzog Ernst und sein Sohn Albrecht den Besitz und setzten Landrichter oder Pfleger ein. 1803 wurde das Landgericht Leonsberg aufgelöst und großteils dem bereits bestehenden Landgericht Straubing und der Rest dem neu gegründeten Landgericht Landau angegliedert.